# Rhodoscypha
Rhodoscypha är ett släkte av svampar. Rhodoscypha ingår i familjen Pyronemataceae, ordningen skålsvampar, klassen Pezizomycetes, divisionen sporsäcksvampar och riket svampar.